# Alexia van Griekenland en Denemarken
Alexia van Griekenland en Denemarken (Grieks: Πριγκίπισσα Αλεξία) (Monrepos (Korfoe), 10 juli 1965) is het oudste kind van Constantijn II van Griekenland en Anne Marie van Denemarken.
Op 9 juli 1999 trouwde ze in Londen met de architect Carlos Javier Morales Quintana. Het echtpaar heeft vier kinderen:
- Arrietta Morales y de Grecia, 24 februari 2002 in Barcelona.
- Ana-Maria Morales y de Grecia, 15 mei 2003 in Barcelona.
- Carlos Morales y de Grecia, 30 juli 2005 in Barcelona.
- Amelia Morales y de Grecia, 26 oktober 2007 in Barcelona

Het gezin woont nu in Puerto Calero, Lanzarote, Canarische Eilanden in een huis dat ontworpen is door Quintana.